# Que Mal Te Fiz Eu? (Diz-Me)
"Que Mal Te Fiz Eu? (Diz-Me)" é uma canção do album "Tudo Por Amor" do cantor português Leandro,também conhecido por farrapo (alcunha que lhe foi atribuída por Bruno Savate),lançada em 2008 e interpretada por cantores como Léo Magalhães, Gusttavo Lima, Edson Lima, Grupo Extra e entre outros.

## Conteúdo
O single, que é uma versão de um hit português, vem com um forte romantismo, seguindo a mesma linha das trabalhadas anteriormente pelo artista sertanejo, como "Fui Fiel", "Diz Pra Mim", encontradas no mais recente álbum lançado, Do Outro Lado da Moeda.

## Vídeo e música
O lançamento oficial da versão de Gusttavo Lima ocorreu no dia 25 de agosto de 2014 pela ITunes Store. No dia 12 de agosto de 2014, o single "Que Mal Te Fiz Eu? (Diz-Me), além de já estar tocando nas rádios, a faixa traz um lyric video, disponibilizado no canal do sertanejo no YouTube.  Produzido pelo próprio Gusttavo Lima e Daniel Silveira, o arrocha romântico fala sobre um relacionamento que não deu certo.

## Lista de Faixas
| Download digital no iTunes |                               |         |  |
| N.º                        | Título                        | Duração |  |
| 1.                         | "Que Mal Te Fiz Eu? (Diz-Me)" | 3:32    |  |

## Acusação de plágio
O cantor Gusttavo Lima foi acusado de plagiar a música "Locutor", de autoria do compositor português Francisco Manuel de Oliveira Landum, conhecido por Ricardo Landum. A defesa do artista sustenta que ele gravou uma versão da música aprovada pelo autor, e que só foram feitas alterações na letra de modo a adequá-la ao português falado no Brasil. A defesa de Gusttavo também apresenta um documento de autorização para a gravação da canção pelo mineiro. Mas de acordo com o Tribunal de Justiça, em outubro de 2008, a música, com o título "Que Mal Que Fiz Eu (Diz-me)", foi registrada na Sociedade Portuguesa de Autores. O tipo de registro não previa utilização com exclusividade pelo autor, mas a canção não podia ser alterada ou adaptada, fosse na letra, na melodia ou no arranjo. “De acordo com os autos processuais, o cantor Gusttavo Lima alterou a letra original sem a devida autorização.

## Desempenho nas paradas
| Paradas (2014)                            | Melhor posição |
| ----------------------------------------- | -------------- |
| Brasil - Billboard Brasil Hot 100 Airplay | 4              |